# Sclerophrys funerea
Espèce
Synonymes
- Bufo funereus Bocage, 1866
- Amietophrynus funereus (Bocage, 1866)
- Bufo benguelensis Boulenger, 1882
- Bufo berghei Laurent, 1950

Statut de conservation UICN

 LC  : Préoccupation mineure
Sclerophrys funerea est une espèce d'amphibiens de la famille des Bufonidae.

## Répartition
Cette espèce se rencontre au Gabon, en République du Congo, en République démocratique du Congo, en Ouganda, au Rwanda, au Burundi et en Angola,.

## Taxinomie
Sclerophrys djohongensis et Sclerophrys buchneri sont parfois considérées comme synonymes de cette espèce.

## Publication originale
- Bocage, 1866 : Reptiles nouveaux ou peu recueillis dans les possessions portugaises de l'Afrique occidentale, qui se trouvent au Muséum de Lisbonne. Jornal de sciencias mathematicas, physicas e naturaes, Lisboa, vol. 1, p. 57-78 (texte intégral).